# Anseranas semipalmata

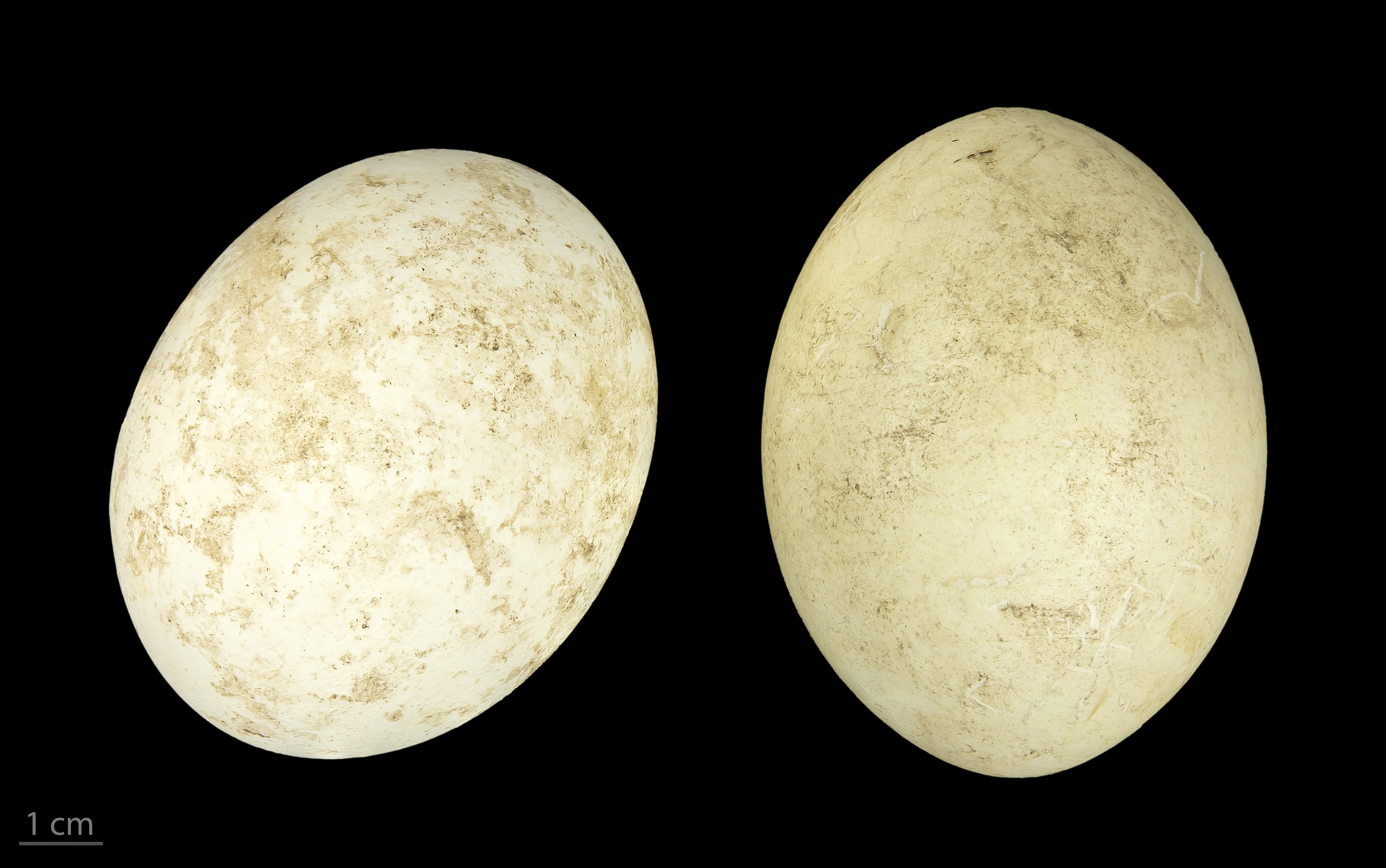
Anseranas semipalmata - MHNT

A família Anseranatidae ou dos gansos-pega pertence à ordem Anseriformes. Possui apenas um género (Anseranas) e uma espécie (A. semipalmata com nome comum ganso-pega ou ganso-alvinegro), que é residente do norte da Austrália e do sul da Nova Guiné. É encontrada em áreas molhadas e é quase sedentário, a não ser durante as temporadas de seca.
Seu ninho é construído sobre o solo, com de 5 a 14 ovos, normalmente, e o macho é maior que a fêmea. Possui plumagem preta e branca, com patas amareladas e se alimentam de vegetais, tanto na terra, quanto na água.